# José Luis Meiszner
José Luis Meiszner Vittore (Quilmes, Argentina, 8 de febrer de 1946) més conegut com a José Luis Meiszner, és un advocat i dirigent esportiu argentí. Va ser president del Quilmes Atlético Club en quatre ocasions, secretari general de l'Associació del Futbol Argentí (AFA) entre els anys 1986 i 2011, i secretari general de la Confederació Sud-americana de Futbol (CONMEBOL) entre els anys 2011 i 2015.
A finals de 2015 va ser acusat de corrupció pel Departament de Justícia dels Estats Units en el conegut com a Cas Fifagate. L'extradició sol·licitada per les autoritats estatunidenques no va prosperar.
El novembre de 2019, José Luis Meiszner va ser inhabilitat a perpetuïtat per la FIFA.

## Trajectòria
Meiszner va estar vinculat des de molt jove al Quilmes Atlético Club (QAC), club del qual va ser dirigent durant més de trenta anys i president en quatre períodes diferents. L'any 1995, sota el seu mandat i amb motiu del centenari del club Quilmes, va inaugurar el nou estadi batejat en honor seu com a Estadio Centenario José Luis Meiszner.
Va fer carrera professional com a home de confiança i mà dreta del que fou president de l'AFA, l'influent home fort del futbol sud-americà, Julio Grondona. L'any 1986 va ser nomenat secretari general de l'AFA, càrrec que va exercir fins a l'any 2011.
L'any 2011 va assumir la secretaria general de la CONMEBOL després que el també argenti, Eduardo Deluca, dimitís per raons personals. El novembre de 2015, Meiszner va presentar la dimissió del seu càrrec, just pocs dien abans que fos acusat de corrupció per la justícia dels Estats Units.
L'any 2016, l'estadi batejat en honor seu va ser rebatejat amb el nom de Estadio Centenario Ciudad de Quilmes.

## Fifagate
El 3 de desembre de 2015, Meiszner va ser un dels setze acusats addicionals per la justícia nord-americana en la segona gran relació d'implicats en el denominat Cas Fifagate.
Segons la fiscalia de Nova York, Meiszner hauria rebut importants quantitats de diners a canvi d'afavorir l'adjudicació de contractes de drets de futbol a determinades empreses de màrqueting.
La justícia dels Estats Units va demanar la seva extradició pels delictes de frau electrònic i blanqueig de capitals. Meiszner es va lliurar a les autoritats de Quilmes i va quedar en llibertat sota arrest domiciliari a l'espera de la decisió definitiva sobre la demanda d'extradició.
El 8 d'octubre de 2018, el jutge Armella va rebutjar la petició d'extradició sol·licitada per la justícia dels EUA. El jutge va argumentar en la seva decisió que Meiszner ja estava sent investigat a l'Argentina per delictes similars.
El 12 de novembre de 2019, José Luis Meiszner va ser inhabilitat a perpetuïtat pel Comitè d'Ètica de la FIFA i multat amb un milió de francs suïssos per haver infringit l'article 27 (suborn) del codi ètic.
El 6 d'abril de 2020, un tercer escrit de la fiscalia estatunidenca va ampliar les acusacions pel cas Fifagate a quatre implicats més. En el mateix escrit es van reformular les acusacions a tretze dels implicats en els escrits anteriors. Un d'aquests tretze era José Luis Meiszner, al que s'acusava ara de blanqueig de capitals, frau electrònic i conspiració per a delinquir.